# La Santa Cena (Pablo de Céspedes)
La Santa Cena es un cuadro realizado por el pintor Pablo de Céspedes en 1595 ubicado en la Mezquita-Catedral de Córdoba, Andalucía, España.

## Capilla de la Santa Cena
El cuadro fue mandado realizar por la fundación de una nueva capilla, cuyos fundadores fueron Juan Mohedano de Saavedra, obispo de Ravello en Italia, y su sobrino Antonio Mohedano de Saavedra, canónigo de Córdoba. Según el testamento de este último, de 1582, se dice que compró una capilla que está a la mano derecha colateral de la de San Pedro, que antiguamente sirvió de sagrario y la dicha capilla está por acabar. Aunque la lápida debería llevar el nombre de ambos, solamente lleva la del sobrino. Aunque consta que en 1580 Gabriel Rosales estaba realizando algunas pinturas, se decidió contratar a Pablo de Céspedes, racionero de la Catedral desde 1577.
Pablo de Céspedes tuvo que realizar esta obra después de su segundo viaje a Roma, probablemente entre los años 1593 y 1595. Este lienzo se encontraba originalmente en la desaparecida capilla de la Santa Cena, ubicada entre la capilla de Santa Teresa y la también desaparecida capilla de San Pedro, donde se encuentra actualmente el mihrab. El último enterramiento en esta capilla se produjo en 1885, con múltiples condiciones, a Francisco Milla y Beltrán y a Magdalena de Burgos y Fernández.
El retablo estuvo ubicado en su lugar original hasta 1912, cuando el arquitecto Ricardo Velázquez Bosco restauró el mihrab, trasladando la obra en la pared frontal de la capilla de San Clemente. Más tarde, en 1934, pasó al muro occidental de la capilla de San Antonino y, finalmente, fue ubicado en 1982 en el muro sur de la capilla de San Pedro Mártir, donde se encuentra en la actualidad.

## Diseño
El retablo fue diseñado por Juan de Ortuño en 1595 y alberga los escudos de los fundadores. Por otro lado, las tres pinturas del banco representan, de izquierda a derecha, a Elías confortado por el ángel, el encuentro de Abraham y Melquisedec, y Sansón sacando un panal de miel de la boca del león; el ático representa una alegoría de la Fe.
Francisco Pacheco y Antonio Palomino destacaron el enojo del pintor con los que alababan «un vaso que estaba pintado en primer término» sin prestar atención a lo demás, según la anécdota, concluía con el pintor pidiendo a voces a su criado que borrase aquella menudencia en la que todos reparaban sin atender a lo importante:
Andrés, bórrame luego este jarro y quítamelo de aquí. ¿Es posible que no se repare en tantas cabezas y manos en que he puesto todo mi estudio y cuidado y se vayan todos a esta impertinencia.